# Bernard Lovell
Arthur Charles Bernard Lovell (31. srpna 1913 – 6. srpna 2012) byl anglický fyzik a radioastronom. V letech 1945–1980 byl prvním ředitelem Jodrell Bank Observatory.

## Mládí
Narodil se v obci Oldland Common poblíž Bristolu. V dětství rád hrál na klavír a hrál kriket. Jeho výchova byla metodistická.

## Kariéra
V roce 1934 získal bakalářský titul z fyziky na University of Bristol o dva roky později získal tamtéž doktorát za práci týkající se elektrické vodivosti tenkých vrstev. V té době byl rovněž přijat jako student k Raymondu Jonesovi, učiteli na technické škole a varhaníkovi. Hra na kostelní varhany bavila Lovella celý život. Po získání doktorátu začal pracovat na Manchesterské univerzitě ve výzkumném týmu zabývajícím se kosmickým zářením. Se začátkem druhé světové války začal vyrábět radarová zařízení pro vojenské účely. V roce 1942 se podílel na obnově magnetronu vyzvednutého z vraku letadla Handley Page Halifax. Za tuto činnost obdržel v roce 1946 Řád britského impéria.
Pokoušel se pokračovat ve studiu kosmického záření detektorem bývalé vojenské radarové jednotky, ale zaznamenával silné rušení. Proto si vyhlédl nové místo daleko od případných zdrojů rušení. Založil tak v blízkosti obce Goodrey Jodrell Bank Observatory. Zde se mu podařilo prokázat, že by bylo možné získávat radarová echa z meteorů, které ve dne vstupují do atmosféry a ionizují okolní vzduch. V Jodrell Bank vznikl tehdy největší řiditelný radioteleskop na světě, který byl později pojmenován Lovellův teleskop. I na počátku 21. století je tento radioteleskop aktivní a je součástí několika interferometrů.
V roce 1958 natočil Lovell v BBC sérii šesti přednášek o historii sluneční soustavy a původu vesmíru. O rok později pronesl v loděnicích přednášku na téma radioastronomie a struktura vesmíru.
Roku 1961 byl povýšen do šlechtického stavu pro významné příspěvky v oblasti astronomie a byla po něm pojmenována škola v Bristolu. V roce 1981 získal Gold Medal of the Royal Astronomical Society.
V roce 2009 Lovell promluvil o pokusu o atentát na jeho osobu, který měli provést Sověti, kteří se jej pokusili zabít letální dávkou záření. V té době byl Lovell vedoucím observatoře Jodrell Bank, jejíž teleskopy se využívaly i jako součást systému varování před sovětskými jadernými útoky. Lovell o incidentu napsal dopis, který byl zveřejněn až po jeho smrti.

## Osobní život
V roce 1937 se oženil s Mary Joyce Chestermanovou, s níž měl dva syny a tři dcery.